# Сова Євгеній Миколайович
Євген Миколайович Сова (івр. ‏‎ יבגני סובה; нар. 29 серпня 1980, Первомайськ, Миколаївська область, Українська РСР, СРСР) — ізраїльський політик українського походження, журналіст. Депутат Кнесета Ізраїлю 21-го, 22-го, 23-го, 24-го скликань.

## Біографія

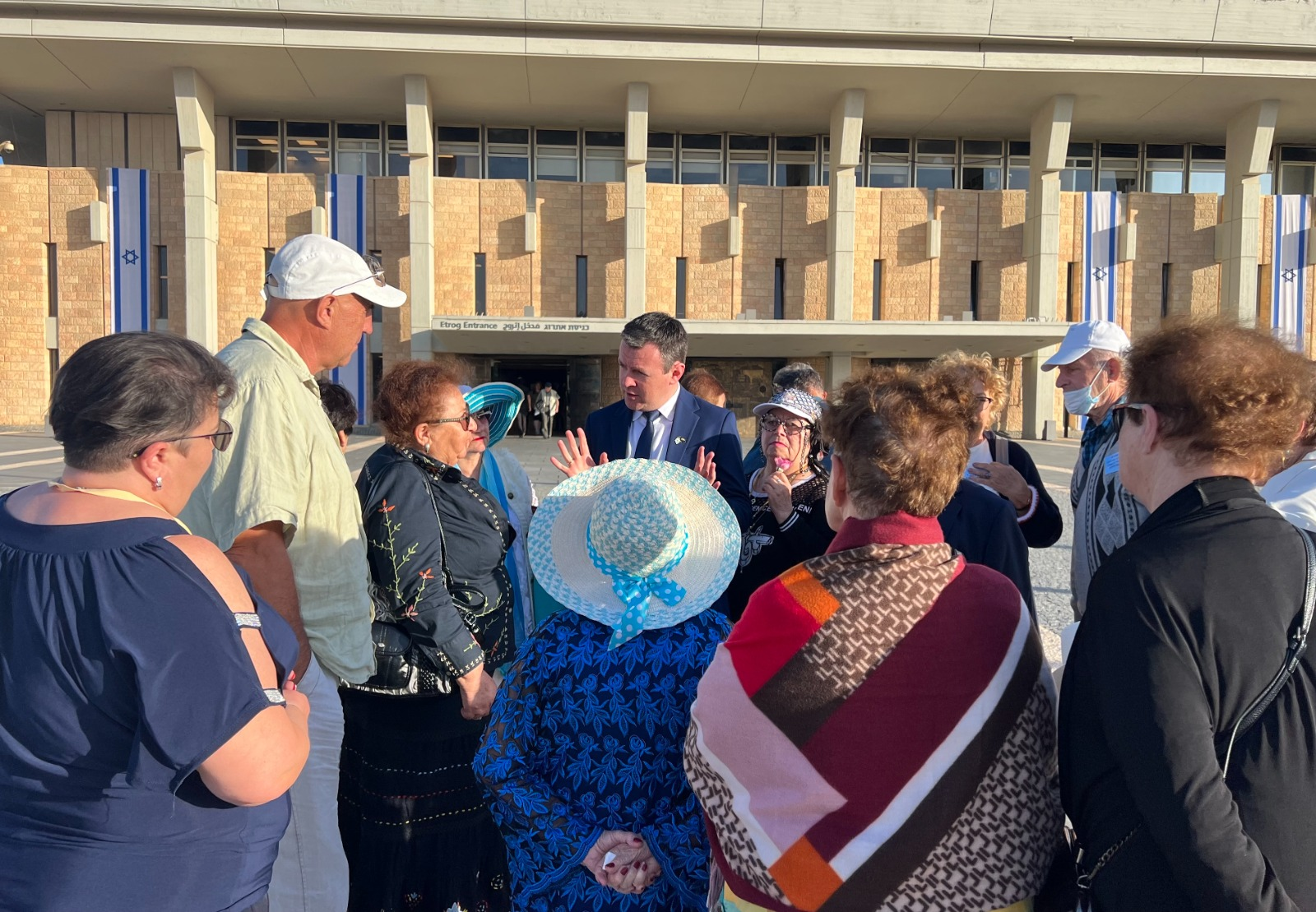
Євген Сова на зустрічі з в'язнями Голокосту, травень 2022 року

Народився у 1980 році у Первомайську, Миколаївська область, Українська РСР, СРСР.
У 1997 році закінчив ЗОШ № 4 у Первомайську. У серпні 1997 року виїхав до Ізраїлю у рамках молодіжної програми «Села» (סל״ה) від Єврейського Агентства Сохнут. Перші місяці в Ізраїлі знаходився в центрі абсорбції «Бейт-Елієзер» у Хадері.
У грудні 1997 року вступив до підготовчого відділення Університету ім. Бар-Ілана. Отримавши відстрочку від служби армії, у жовтні 1998 року розпочав навчання на факультеті політичних наук за розширеною програмою «Армія, стратегія та національна безпека». Після закінчення першого курсу у вересні 1999 року був призваний до армії для проходження курсу молодого бійця («тиронут») у лавах ЦАХАЛу. Службу проходив на базі «Зікім» поблизу м. Ашкелон. Потім повернувся до навчання в університеті, де отримав перший ступінь бакалавра (BA) з розширеної політології.
З жовтня 2001 року по вересень 2004 року проходив термінову військову службу в ЦАХАЛі на посаді офіцера Управління з прав військовослужбовців при міністерстві оборони Ізраїлю. Після демобілізації у жовтні 2004 року вступив на факультет журналістики Бар-Іланського університету. У 2008 році закінчив магістратуру Бар-Іланського університету (MA) за спеціальністю «політична журналістика».
Робота у ЗМІ
2005 — студентом проходив стажування в ізраїльському бюро міжнародного російськомовного телеканалу RTVI. Водночас працював позаштатним кореспондентом газети «Вісті» (видавничий дім «Едіот Ахронот»).
Влітку 2005 став співавтором журналістського розслідування на 10-му каналі ІТВ про компанію «Міглад», великого імпортера м'ясних продуктів та мороженої риби в Ізраїлі. Після публікації фактів про порушення правил зберігання та розповсюдження риби та м'яса міністерство охорони здоров'я Ізраїлю розпорядилося про закриття підприємства, а поліція розпочала кримінальне розслідування проти власників компанії.
2006 рік, вересень почав працювати в російськомовній редакції Другого ізраїльського телеканалу. Як кореспондента служби новин висвітлював військову операцію «Литий свинець» у секторі Газа (січень 2009 р.), працював парламентським кореспондентом у Кнесеті.
2009 (червень) — 2014 (серпень) роки — політичний оглядач служби новин «Дев'ятого каналу» ізраїльського телебачення. Ведучий щоденних аналітичних програм «Три думки», «Контакт», «Герой Дня».
2010—2019 роки — позаштатний кореспондент російської служби ВВС в Ізраїлі. Автор понад 400 матеріалів про ситуацію в Ізраїлі та на Близькому Сході. Паралельно співпрацював із низкою видань в Ізраїлі, Україні, Росії та США. У 2012 році зняв документальний фільм «Футбол на все життя» (виробництво «Ізраїль плюс»), приурочений до трансляції Дев'ятого каналу футбольних матчів ЄВРО 2012. У серпні 2014 року заявив про звільнення з Дев'ятого каналу.
З вересня 2014 року — ведучий щотижневої програми «Ізраїль за тиждень» на міжнародному російськомовному каналі RTVI та головний редактор близькосхідного бюро телеканалу. У травні 2017 року паралельно з роботою на телебаченні почав вести щоденну програму «Тема дня» на радіостанції «Кан-Река», що входить до Ізраїльської мовної корпорації (Таагід ха-Шідур)
2014—2018 роки — викладач курсу з журналістики та ТБ в Аріельському університеті в рамках програми «МАСА» для російськомовних студентів.
Політична діяльність
3 лютого 2019 року — вступив до партії «Наш Дім Ізраїль» під керівництвом Авігдора Лібермана.
На виборах у Кнесет 21-го скликання було обрано третім номером у партійному списку після Авігдора Лібермана та Одеда Форера. На виборах партія НДІ отримала 5 мандатів.
На виборах у Кнесет 22-го скликання (17 вересня 2019 р. НДІ отримала 8 мандатів) та Кнесет 23-го скликання (2 березня 2020 року, НДІ отримала 7 мандатів) балотувався на 3-му місці в партійному списку і був у другому та втретє обрано депутатом.
У Кнесеті 23-го скликання був членом економічної комісії та комісії з питань науки та технологій, займався питаннями освіти, економіки, науки та технологій, а також допомоги літнім громадянам. Очолює парламентське лобі з увічнення пам'яті єврейського героїзму в роки Другої світової війни, а також є співголовою лобі у зв'язках з міжнародними єврейськими громадами у світі, голова міжпарламентської групи дружби Ізраїль-Азербайджан та Ізраїль-Казахстан. Є членом комісії з прав дитини та спеціальної комісії з роботи системи освіти.
У Кнесеті 24-го скликання Сова обійняв посаду голови парламентської фракції НДІ. Партія НДІ увійшла до уряду. Авігдор Ліберман отримав посаду міністра фінансів, а Одеда Форера було призначено міністром сільського господарства.
Як голова фракції НДІ, Євген Сова брав участь у щотижневих засіданнях керівництва правлячої коаліції. Член комісії Кнесета за регламентом.
З 1 березня 2022 року вступив на посаду віце-спікера Кнесета. На цій посаді проводив пленарні засідання парламенту. 18 травня 2022 року, ведучи засідання, перервав виступ депутата від Об'єднаного Арабського списку Ахмеда Тібі після того, як той атакував депутата від Еш Атід Мейрав Бен-Арі. Євген Сова після суперечки закликав: «Словам, які були вимовлені на адресу депутата Бен-Арі, не місце в кнесеті. Парламент працює вже 11 місяців, але досі немає комісії з етики. Я звертаюся до опозиції — можливо, вже настав час сформувати комісію, щоби подібні слова не звучали в парламенті».
У червні 2021 року був призначений керівником парламентської групи дружби «Ізраїль-Україна».
У жовтні 2021 року взяв участь у державному візиті президента Ізраїлю Іцхака Герцоґа до України на заходи з нагоди 80-х роковин трагедії Бабиного Яру.
З початком російського вторгнення в Україну, в Кнесеті відбулися зустрічі за участю Євгена Сови з послом України Євгеном Корнійчуком, на яких обговорювалися питання надання допомоги Україні.
10 травня 2022 року, виступаючи в Кнесеті з нагоди Дня Перемоги, Євген Сова назвав злочином і ударом по пам'яті його діда — офіцера Червоної Армії, що відбувається в Україні. За повідомленнями ізраїльських ЗМІ, після цих слів Кнесет на знак протесту залишив посол Росії Анатолій Вікторов.
Сім'я
Батько Микола Сова, робітник на заводі «Фрегат» (1951), мати — Світлана Сова (до шлюбу Гехтман), інженерка-технологиня на заводі «Фрегат» (1954).
Одружений. Дружина Марина, професорка біології. Має трьох доньок. 
Захоплення
У 7 років професійно почав займатися шахами. Чемпіон Миколаївської області серед юнаків (1993 рік), учасник кількох чемпіонатів України, призер дитячо-юнацьких турнірів (1991—1996).